# Kesztyűsbox

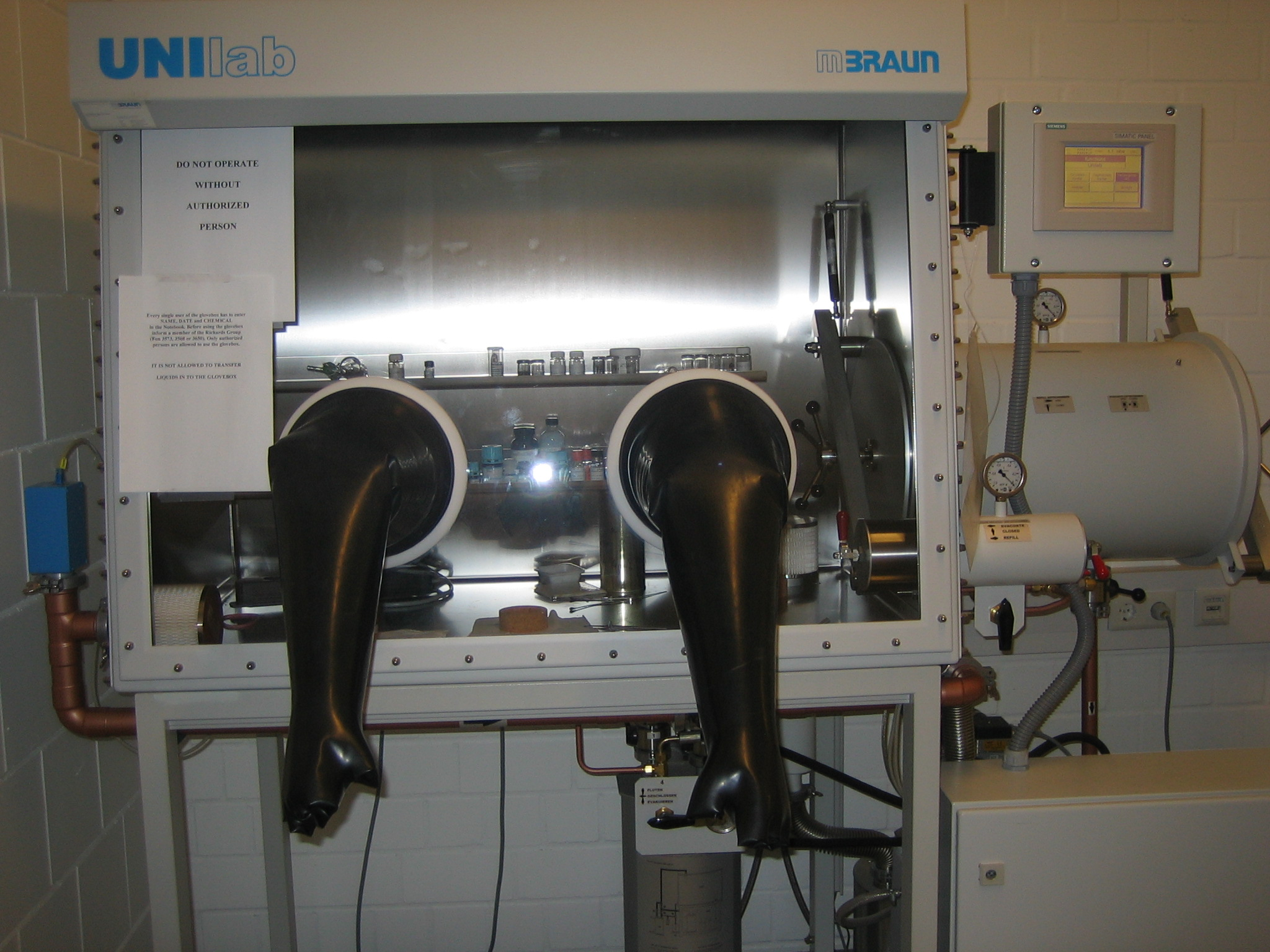
Túlnyomásos kesztyűsbox. Balra látható a gáztisztító rendszer egyik porszűrője és egy gázérzékelő (oxigén), jobbra látható egy kisebb és egy nagyobb zsilipkamra. A zsilip belsejében egy áttolható tálca segíti az anyagmozgatást.

A kesztyűsbox egy zárt tartály, amit arra terveztek, hogy más atmoszférában lévő tárgyakat kezeljenek benne. Az átlátszó oldalon egy vagy több pár kesztyű van felszerelve, amin keresztül a kezelő benyúlhat az egyébként elzárt térbe anélkül, hogy a tárgy vagy a kezelő szennyeződne egymástól.

## Atmoszféra
A box atmoszférája az alkalmazástól függően lehet tisztított levegő vagy valamilyen inert (azaz reakcióképtelen) gáz, leggyakrabban nitrogén vagy argon, ritkán neon. A korszerű boxokban a szennyező anyagok koncentrációja szennyezőfajtánként 1 (térfogat) ppm alatt tartható.
Ha a gáztér tisztán tartása a kritérium, akkor a belső nyomás néhány millibarral magasabb, mint a környező levegőé. Ez nehezíti, hogy a szennyező gázok a mikroszkopikus réseken át bejussanak.
Veszélyes anyagok kezelése esetén a belső nyomás néhány millibarral alacsonyabb.
A gázteret egy komplex rendszer tartja tisztán. A rendszert mindig a konkrét alkalmazás szerinti szűrőkkel látják el. Leggyakrabban eltávolítandó alkotók: por, szerves oldószerek, víz, oxigén. A szűrőrendszer gyakran tartalmaz valamilyen felületi adszorbens anyagot, pl. zeolitot.
A szűrőrendszer rendszeres tisztításra, karbantartásra szorul. A gázmegkötő szűrőket regenerálni kell, ez vákuumban, vagy ún. regenerálógázban (Ar/10% H2, N2/ H2) való izzítást jelent.
A gáztér tisztaságának fenntartása céljából anyagokat ki- és bejuttatni kizárólag zsilipeken keresztül lehet.

## Kesztyűk
A kesztyűk anyaga szintén alkalmazásfüggő. Ha a gáztér tisztasága az elsődleges kritérium, akkor butil-gumi kesztyűt használnak. Ha radioaktív anyagokkal dolgoznak, akkor ólommal töltött gumi a preferált anyag. Különböző vegyi anyagok esetén a vegyi anyagnak ellenálló összetételű kesztyűket alkalmaznak, pl. Viton, Neoprén.

## Külső hivatkozások
Gyártói oldalak:
- http://www.vac-atm.com/
- http://www.mbraun.com/